# 群馬県立富岡高等学校
群馬県立富岡高等学校（ぐんまけんりつとみおかこうとうがっこう）は、群馬県富岡市にある公立の高等学校である。

## 概要
- 略称は「富高（とみこう）」。（富岡高校）全日制、定時制を設置。
- オリジナル進路指導プログラム「黒門プロジェクト」を策定し、サクセスシステム（学習支援策）とドリームプラン（進路意識高揚策）を組み合わせて指導する。
- 校内には、通称「御殿」と呼ばれる旧七日市藩の藩邸と庭園・黒門が残されている。
- 各ホームルームの暖房には石油ストーブを使用。冷房には扇風機を使用。ほとんどの教室にはエアコンが設置されているものの、音楽室や理科の実験室には設置されていない。
- 行事の一つ「夜間耐寒歩行」は、一晩掛けて近隣地域（妙義神社など）を踏破するもので、2003年まで行われたが、翌年より昼間に行う「妙義ウォーク」に代わった。
- 校歌歌詞には校名がないが、応援歌にはある。
- 制服は男子校の伝統でもある黒詰襟学生服（標準学生服）。中学で着ていたものを引き続き着用するのも可能。
- 昼休みは教室で持参の弁当[要出典]。

## 学科
- 全日制課程
  - 普通科
    - 躍進コース
    - 発展コース
      - 2年次よりコースに分かれる。
- 定時制課程
  - 普通科

## 校訓
- 人品雅致
- 質実剛健
- 自主自立

「人質雅致」で人柄の良さや、知徳体のバランスの取れた人間性ゆたかな生徒を目指し「質実剛健」で高い理想を持ち努力を積み重ねていく目標。「自主自立」は言葉の通り自ら学び主体的に行動ができる生徒を目指している。

## 沿革
- 1897年4月1日 - 群馬県尋常中学校（現・群馬県立前橋高等学校）甘楽分校として創立。[1]
- 1900年 - 群馬県富岡中学校として独立。
- 1901年 - 群馬県立富岡中学校と改称。
- 1934年11月17日 - 陸軍特別大演習後に県内を巡幸した昭和天皇が行幸[2]。
- 1948年
  - 4月10日 - 群馬県立富岡高等学校に改称。男子のみ。
  - 10月1日 - 定時制課程開設。
- 1950年 - 男女共学化。
- 1951年
  - 5月 - 吉井分校開校。
  - 11月27日 - 校歌制定。（作詞：神保光太郎、作曲：奥村一）
- 1959年 - 弓道部国体優勝。
- 1969年 - 男女共学廃止。
- 1971年 - 富岡高校75年史刊行。
- 1978年 - 吉井分校閉校。
- 1980年 - 新・教室棟完成。
- 1981年 - 新・体育館完成。
- 1993年 - ハンドボール部全国高校総体初優勝。
- 1994年 - 家庭科棟・新弓道場完成。
- 1997年 - 創立100周年記念記念祝典・祝賀会挙行。
- 2018年4月1日 - 群馬県立富岡東高等学校と統合し、男女共学化。

## 部活動
- ハンドボール部が、長年全国レベルの実力を持つことで知られる。（1993年全国高校総体優勝）ほかにも、硬式テニス部や陸上競技部、弓道部は常に県内上位にランクインしている。

- 硬式野球部は、過去に何度も県大会決勝に進出するなど古豪として知られ、東京六大学野球で活躍する者を歴代多数輩出している。

2009年第91回全国高等学校野球選手権群馬大会では、4回戦で前年優勝の桐生第一を終盤の見事な逆転劇で破り、14年ぶりのベスト8進出を決めた。2010年春季県大会ではベスト4、2012年秋季県大会でもベスト8入りし、9年ぶりに選抜高校野球21世紀枠県推薦校に選出された。

## 定時制
- 全日制生徒の放課後、夕方から夜に、全日制の教室を使用して授業を行う。四年制。共学。
- 既卒者を対象とした、聴講生の受け入れもしている。
- 各種定時制通信制大会に参加。 夜間耐寒歩行は、定時制では男子希望者のみの参加である。
- 卒業後は主に各種学校への進学、または就職（既に就職している者は含まれない）。
- 全日制側とは、これといった交流行事などはない。

## 出身者
- 畑桃作（元衆議院議員）
- 榎本義法（富岡市長）
- 岩井賢太郎（元富岡市長）
- 黛治夫（大日本帝国海軍大佐、巡洋艦利根艦長）
- 黒沢丈夫（大日本帝国海軍少佐、元上野村村長）
- 土屋博映（文学研究者、代々木ゼミナール古文科講師）
- 関口章（有機化学研究者、筑波大学教授）
- 福沢一郎（画家）
- 阿部眞之助（NHK初代会長）
- 東野英治郎（俳優、初代水戸黄門役）
- 団しん也（コメディアン）
- 岩井寿史（アジア競技大会十種競技優勝）
- 阪本孝男（元走高跳日本記録保持者・モスクワオリンピック日本代表）
- 斎藤嘉彦（元400mハードル日本記録保持者・バルセロナオリンピック代表）
- 等松農夫蔵（監査法人トーマツ創業者）
- 新関八洲太郎（三井物産元会長 / 中退）
- 塩山芳明（漫画編集者）
- 矢野東（プロゴルファー）
- 小林太志（元プロ野球選手・横浜ベイスターズ投手）
- 広木政人（元プロ野球選手）